# Dimitsána
Dimitsána (grec moderne : Δημητσάνα) est une localité située dans le dème de Gortynie, dans le district régional d'Arcadie, dans la périphérie du Péloponnèse, en Grèce.
Selon le recensement de 2021, elle compte 322 habitants.
« Bastion » haut perché, il fut un des hauts lieux de la guerre d'indépendance menée par les Grecs contre l'Empire ottoman.